# 1793 a tudományban
Az 1793. év a tudományban és a technikában.

## Díjak
- Copley-érem: nem került kiosztásra

## Születések
- április 15. – Friedrich Georg Wilhelm von Struve csillagász († 1864)
- április – Thomas Addison orvos († 1860)

## Halálozások
- április 21. – John Michell geológus (* 1724)
- május 20. – Charles Bonnet természettudós (* 1720)
- június 26. – Gilbert White természettudós (* 1720)